# Liubotín
Liubotín (en ucraïnès i en rus Люботин) és una ciutat de la província de Khàrkiv, Ucraïna. El 2021 tenia 20.376 habitants.

## Galeria d'imatges

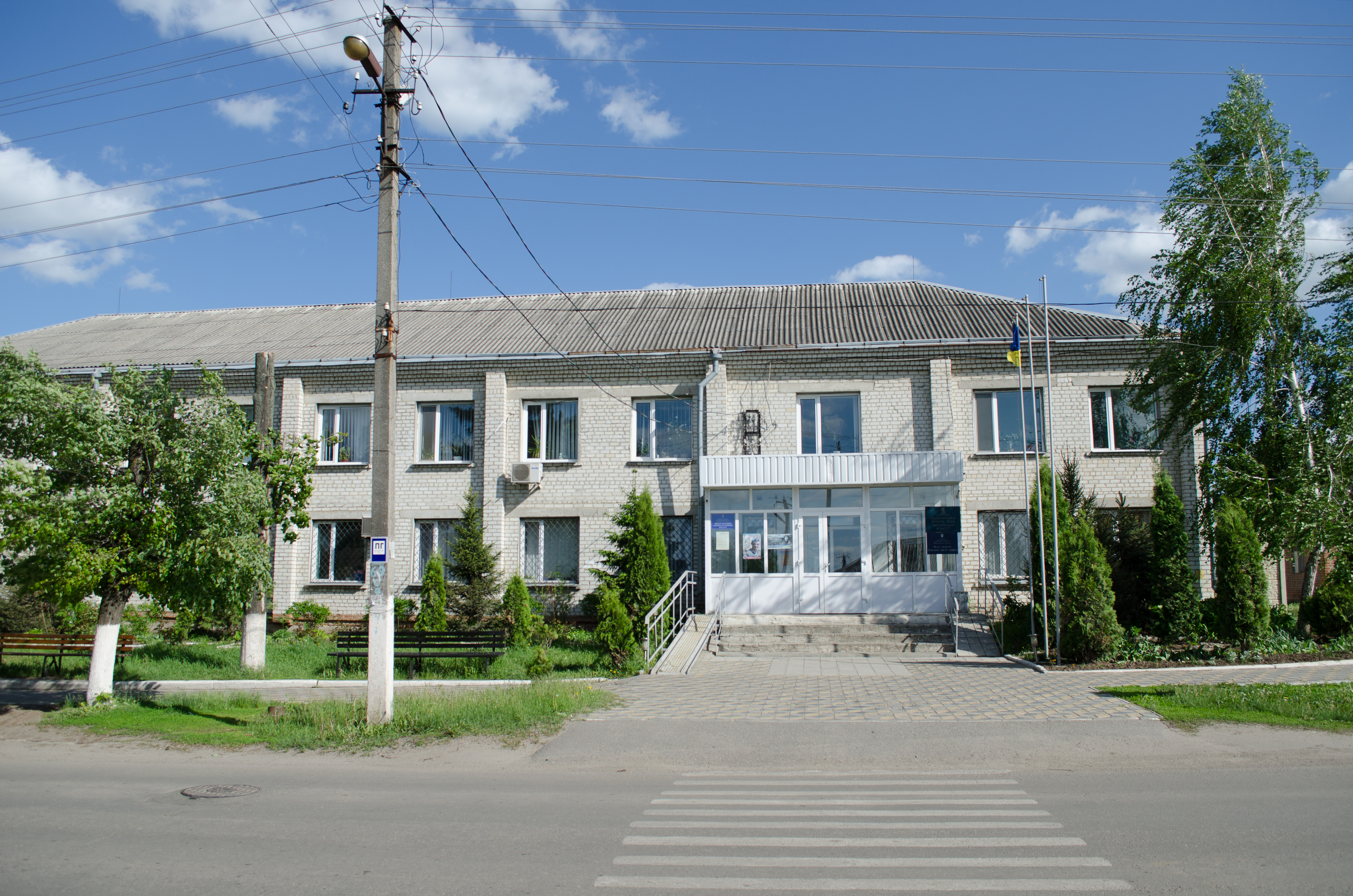
Ajuntament de Liubotín
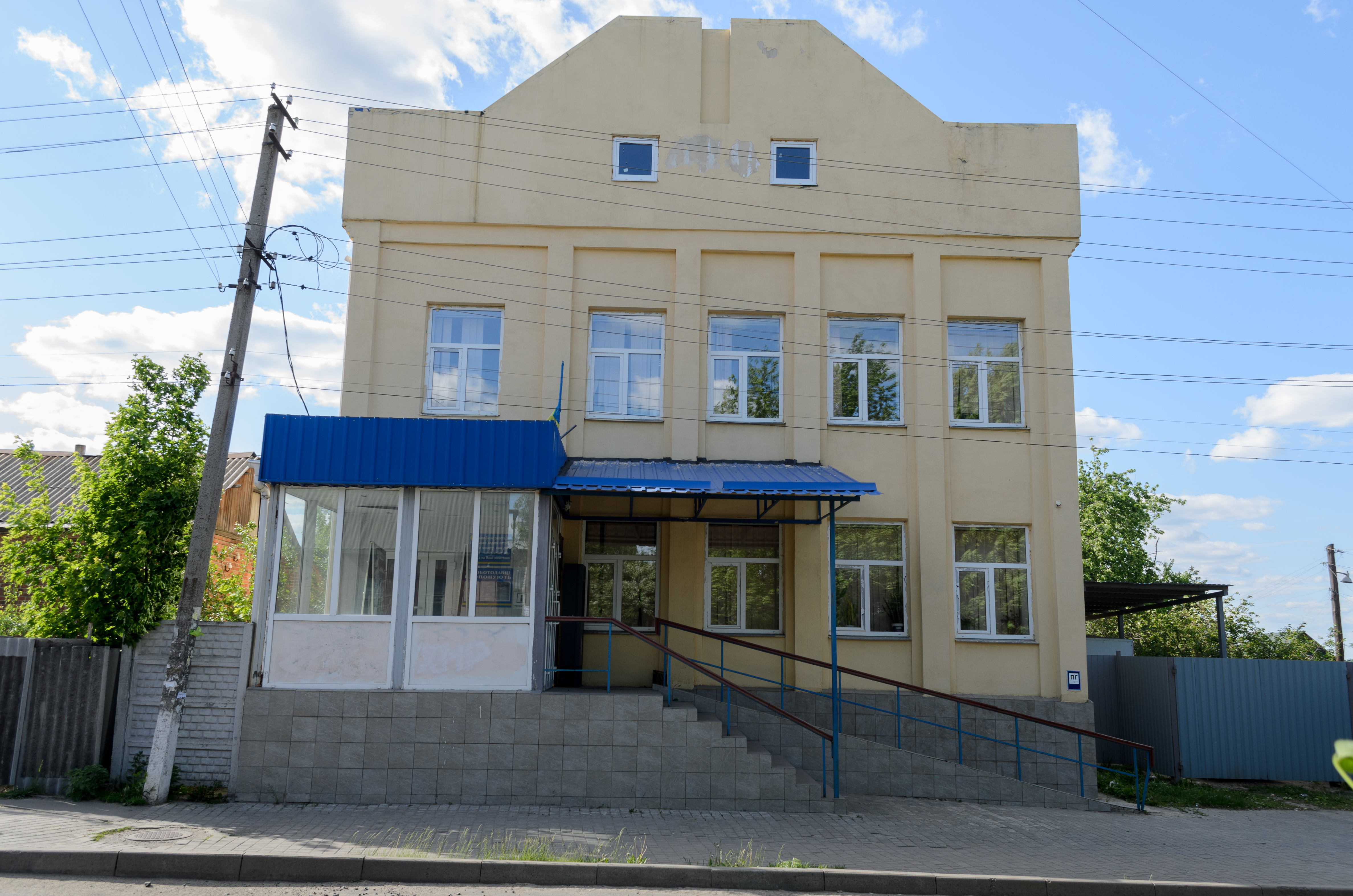
Oficina de treball
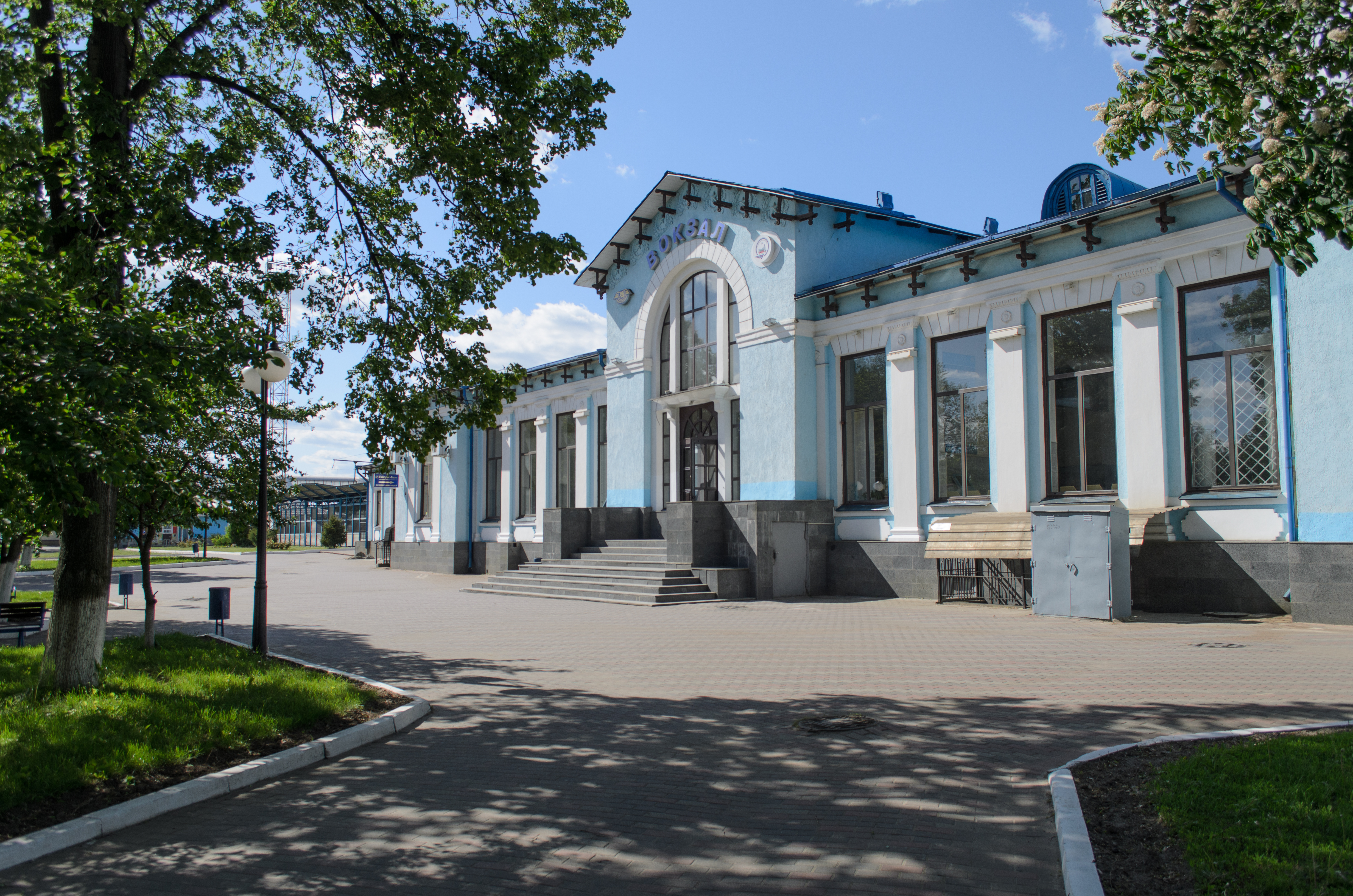
Estació de trens
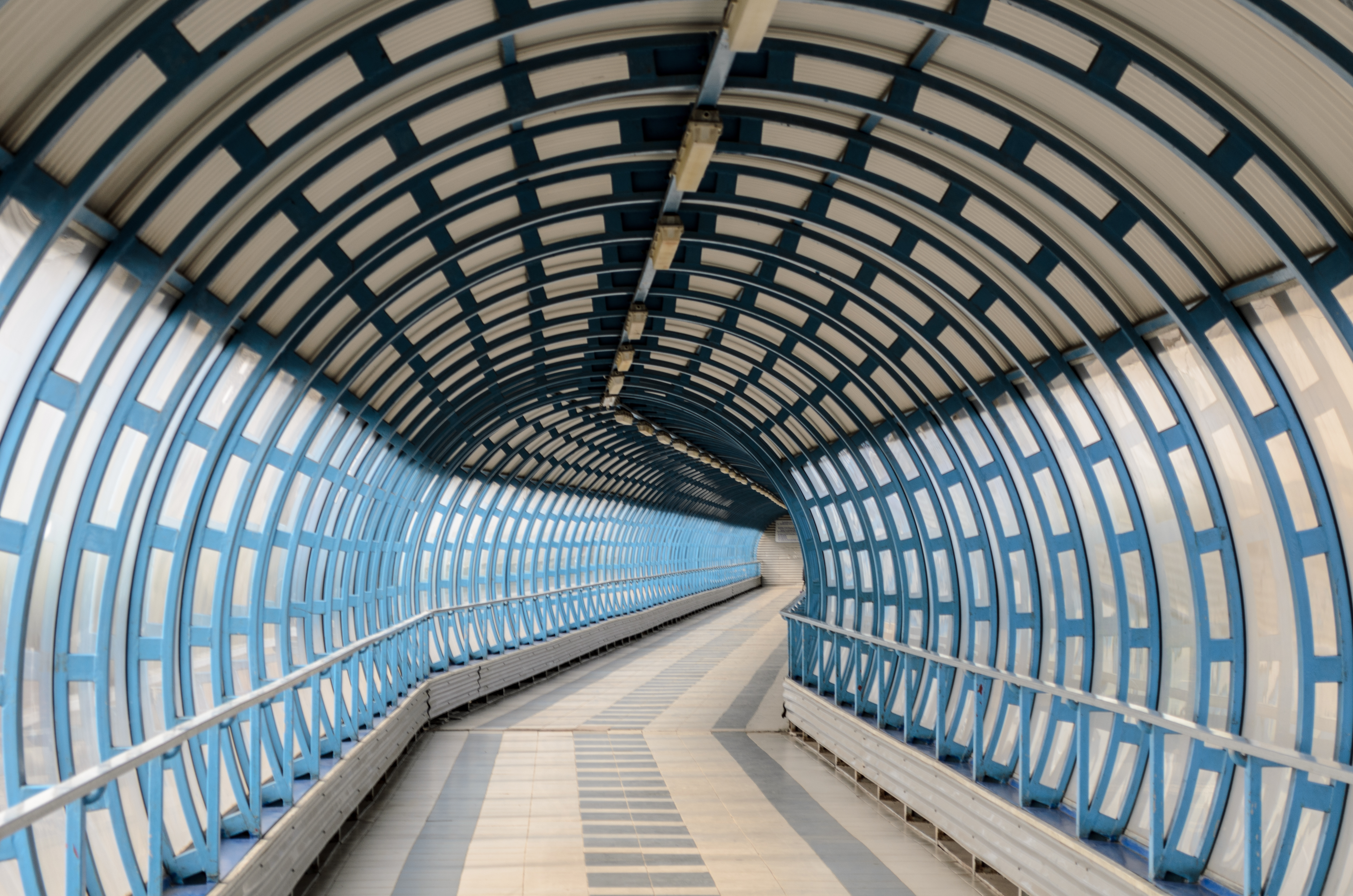
Passatge de l'estació de trens
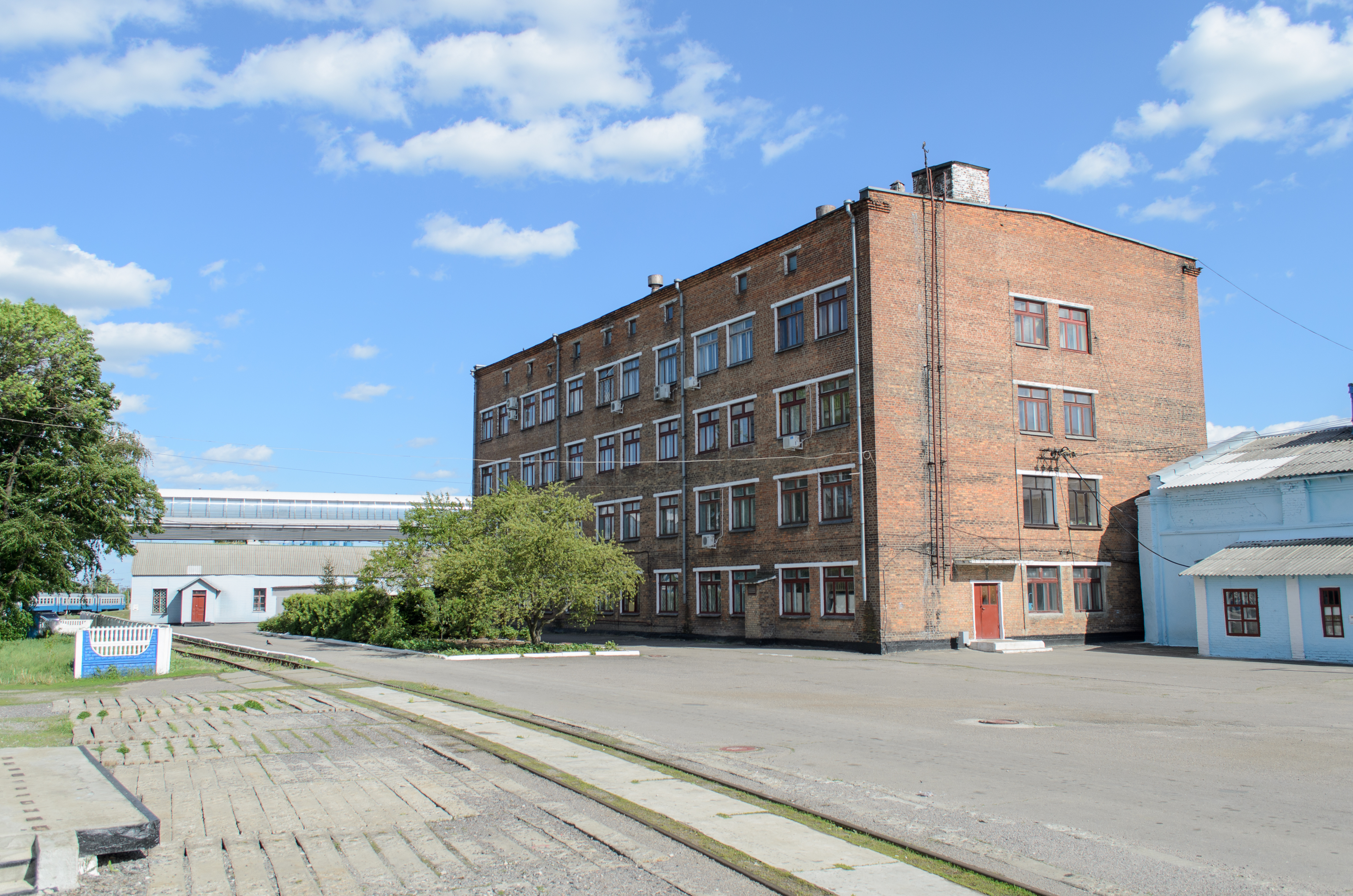
Magatzem ferroviari de Liubotín
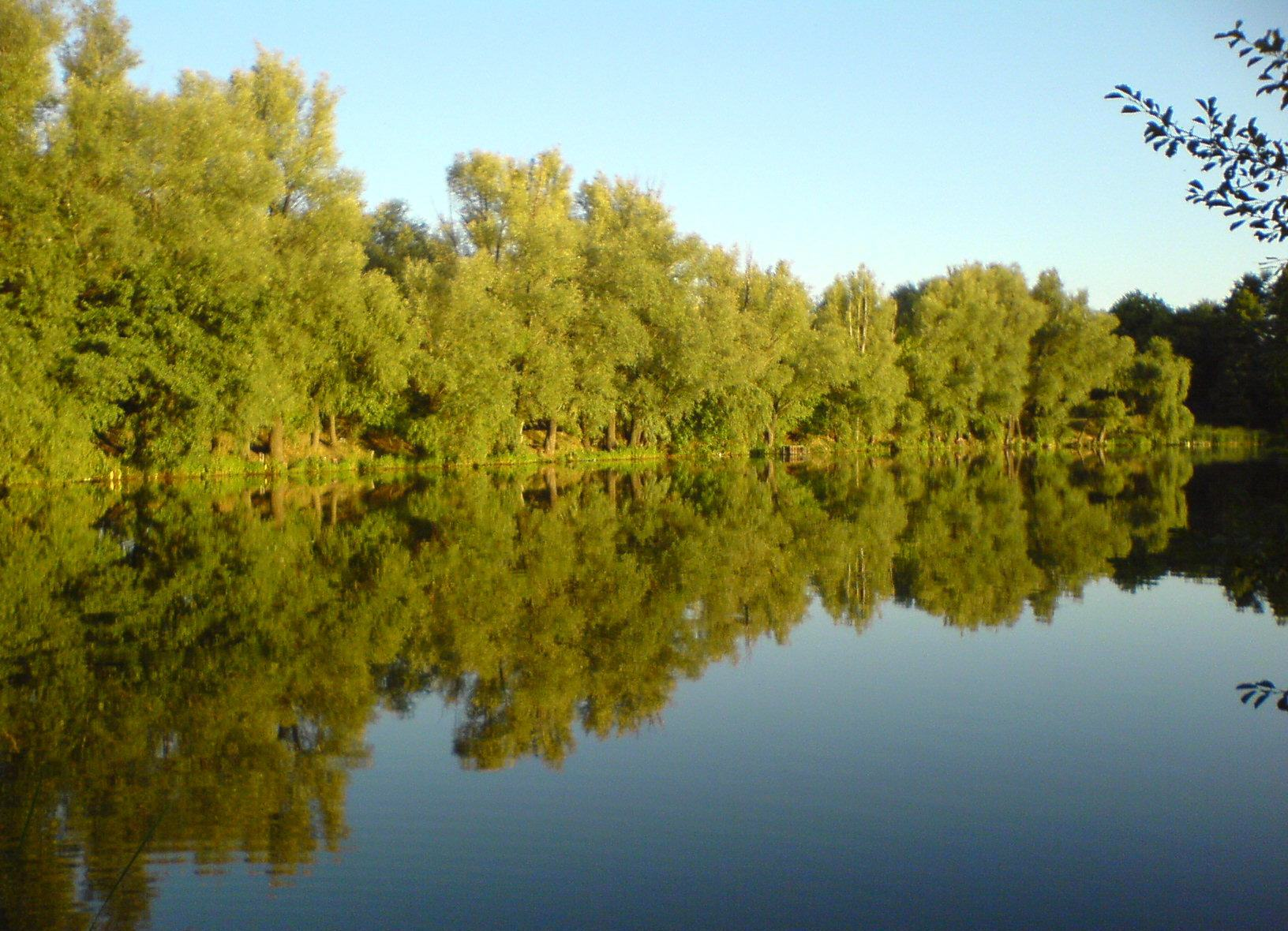
Estany de Liubotín